# SNAC
SNAC(Social Networks and Archival Context)とは図書館などが所蔵する歴史的記録を発見、検索、使用し、人物のソーシャルネットワークを構築するためのオンラインプロジェクトで、アメリカ合衆国を拠点とする組織が共同で立ち上げた。バージニア大学図書館を中心に運営されている。
2010年に全米人文科学基金(NEH)、アメリカ国立公文書記録管理局(NARA)、カリフォルニア電子図書館(CDL)、バージニア大学の人文科学高度技術研究所 (IATH)、カリフォルニア大学バークレー校情報大学院が出資して設立された。